# The Divine Fury
The Divine Fury (en hangul,  사자, RR:  Saja, lit. Lion), es una película de acción surcoreana estrenada el 31 de julio de 2019.

## Sinopsis
La película cuenta la historia de Yong-hoo, un campeón de artes marciales que gana poderes divinos para luchar contra una poderosa fuerza maligna, luego de que desarrolla inexplicables heridas en las palmas de sus manos llamadas estigmas. A pesar de que se muestra fuerte, en realidad Yong-hoo sufre cicatrices emocionales por haber perdido a su padre en un trágico accidente a una edad temprana.
En busca de respuestas, Yong-hoo se encuentra con el padre Ahn, un exorcista del Vaticano, y terminan uniendo fuerzas en su lucha contra las poderosas fuerzas malignas que causan estragos en el mundo humano.
Por otro lado, Ji Shin es un joven misterioso con la capacidad de ver las debilidades de los demás, usarlas y explotarlas para su beneficio y causar el mal. Con el padre a Ahn a su lado, Yong-hoo usara su nuevo poder para enfrentarse a Ji Shin.

## Personajes

### Personajes principales[5]
| Actor                      | Personaje | Notas |
| -------------------------- | --------- | --- |
| Park Seo-joon Lee Chan-yoo | Yong-hoo  | Es un ex-campeón de artes marciales que luego de obtener poderes a través de sus manos, los usa para luchar contra Ji-shin. |
| Ahn Sung-ki                | Padre Ahn | Es un exorcista del vaticano, que se une a Yong-hoo para luchar contra Ji-shin.                                             |
| Woo Do-hwan                | Ji-shin   | Es un hombre misterioso que tiene el poder de ver las debilidades de los demás y explotarlas, causando el mal.              |

### Personajes secundarios
| Actor          | Personaje | Notas                   |
| -------------- | --------- | ----------------------- |
| Park Ji-hyun   | Soo-jin   |                         |
| Jung Ji-hoon   | Ho-seok   |                         |
| Shim Hee-sub   | Padre Kim |                         |
| Seo Jeong-yeon | -         | Es la madre de Soo-jin. |
| Ryu Kyung-soo  | -         | Es un doctor.           |
| Bae Hyun-sung  | Hyun-sung |                         |
| Park Jae-hong  | Sun-ho    |                         |
| Jo Eun-hyung   | Hong-jin  |                         |
| Kim Seon-min   | Angela    |                         |
| Jung Eui-soon  | Veronica  |                         |
| Kim Bum-soo    | Bum-soo   |                         |

### Otros personajes
| Actor          | Personaje | Notas                                                                |
| -------------- | --------- | -------------------------------------------------------------------- |
| Kim Hyun-joon  | -         | Es un hombre en el club Babylon. Así como el suplente del padre Ahn. |
| Hong Seung-bum | -         | Es un obispo.                                                        |
| Jang Se-ah     | -         | Es una mujer en el club Babylon.                                     |
| Choi Kwang-won | -         | Es un joven que trabaja como valet parking.                          |
| Jasper Cho     | Kevin     | Es un agente de bolsa.                                               |

### Apariciones especiales
| Actor         | Personaje  | Notas                                                                |
| ------------- | ---------- | -------------------------------------------------------------------- |
| Choi Woo-shik | Padre Choi | Es un joven sacerdote que ayuda al padre Ahn durante sus exorcismos. |
| Kim Si-eun    | Theresa    | Es una monja.                                                        |
| Lee Seol      | Seol       |                                                                      |
| Park Jin-joo  | -          | Encargada de las entregas del restaurante chino.                     |
| Lee Seung-hee | -          | Es un hombre poseído.                                                |

## Premios y nominaciones
| Año  | Categoría              | Premio                           | Nominado    | Resultado |
| ---- | ---------------------- | -------------------------------- | ----------- | --------- |
| 2021 | Mejor actor revelación | 40th Golden Cinema Film Festival | Woo Do-hwan | Ganó      |
| 2020 | Mejor actor revelación | 25th Chunsa Film Art Award       | Woo Do-hwan | Nominado  |

## Producción
La película fue previamente conocida como "Lion", fue dirigida y escrita por Kim Joo-hwan (más conocido como "Jason Kim").
La primera lectura de guion se llevó a cabo el 14 de agosto del 2018.
Las filmaciones comenzaron el 15 de agosto del 2018 y finalizaron en diciembre del mismo año.
La película fue distribuida por Lotte Entertainment.